# 이요산가와역
이요산가와역(일본어: 伊予寒川駅 이요산가와에키[*])은 일본 에히메현 시코쿠추오시에 있는 시코쿠 여객철도 요산선의 역이다. 역 번호는 Y24이며, 2면 2선의 상대식 승강장 구조를 가진 지상역이다.

## 역 주변
- 국도 제11호선

## 역사
- 1933년 4월 1일 : 개업.
- 1987년 4월 1일 : 민영화에 따라 시코쿠 여객철도가 승계.

## 인접 정차역
| 시코쿠 여객철도 요산선        | 시코쿠 여객철도 요산선 | 시코쿠 여객철도 요산선      |
| ----------------------------- | ---------------------- | --------------------------- |
| Y 23 이요미시마 다카마쓰 방면 | 요산 선                | 아카보시 Y 25 마쓰야마 방면 |